# デルヴィナ県
デルヴィナ県（デルヴィナけん、アルバニア語: Rrethi i Delvinës、英語: Delvinë District）は、アルバニアのヴロラ州に属する県。2010年1月1日現在の人口は11,985人で、面積は367km2である。県都はデルヴィナ（アルバニア語: Delvinë）。県内にはアルバニア語だけでなく、ギリシャ語が話されるコミュニティも存在する。

## 下部行政区画
- Bashkia Delvinë（デルヴィナ）

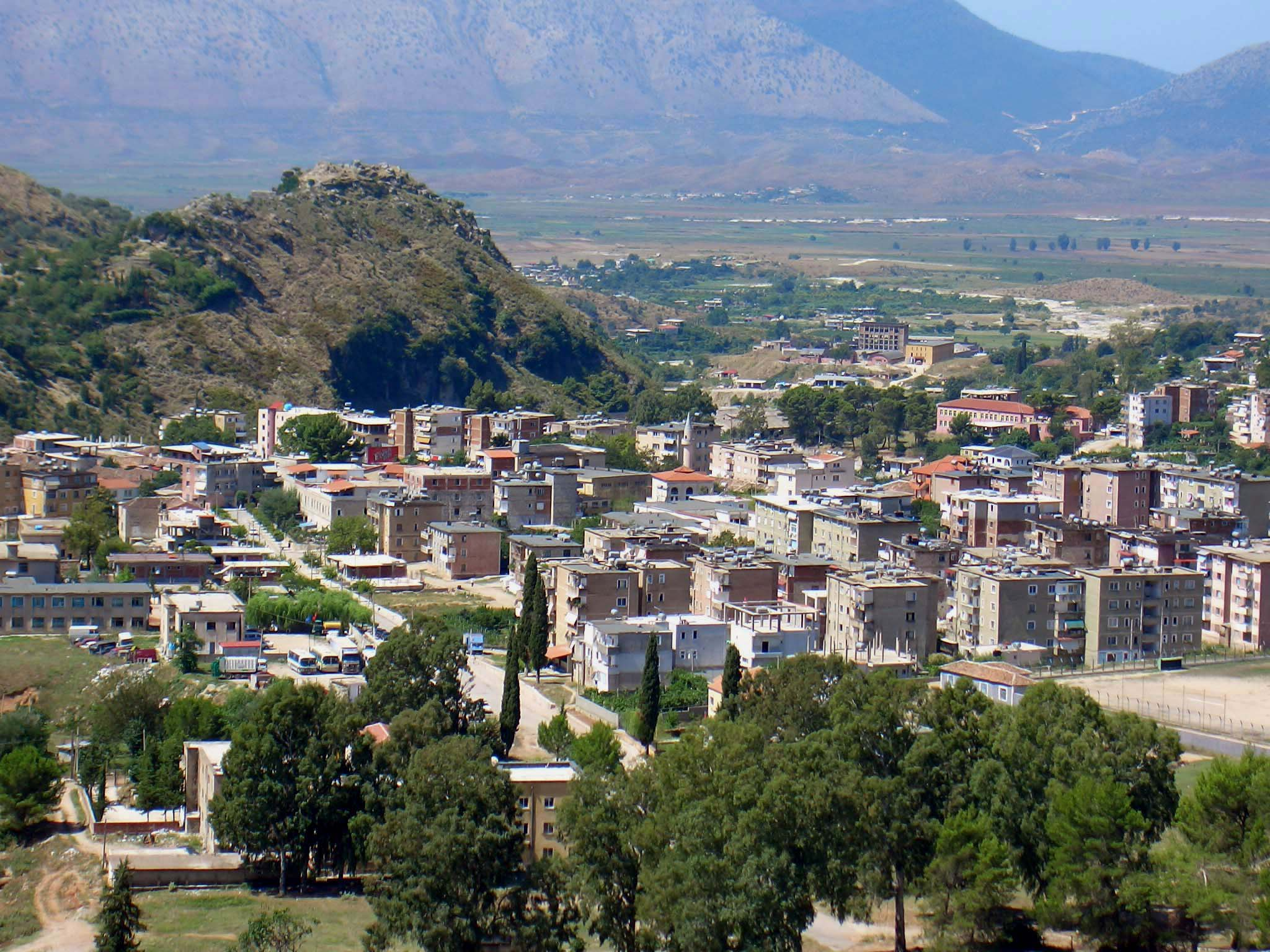
デルヴィナ市街

- Komuna Finiq
- Komuna Mesopotam
- Komuna Vergo